# Biblioteca Universale Rizzoli
Pour les articles homonymes, voir BUR.
Biblioteca Universale Rizzoli (BUR), éditée par Rizzoli (RCS MediaGroup), est une collection littéraire fondée en 1949.
Cette série est la première série à bas prix consacrée aux classiques de la littérature en Italie. La première série s'est terminée en 1972 et une deuxième série a commencé en 1974.